# Adina Vetter
Adina Vetter (geboren am 7. Februar 1980 in Berlin) ist eine deutsche Film- und Theaterschauspielerin. Sie gehörte von 2006 bis 2016 dem Ensemble des Wiener Burgtheaters an.

## Leben und Werk
Vetter sammelte erste schauspielerische Erfahrungen bei P14 an der Berliner Volksbühne, unter der Leitung von Bruno Cathomas. 2003 schloss Vetter ihre Schauspielausbildung an der Hochschule für Schauspielkunst „Ernst Busch“ Berlin ab, nachdem sie zuvor bereits in kleineren Rollen in Film und Fernsehen aufgetreten war und am Berliner Ensemble die Rolle der Sennerin in Ibsens Peer Gynt in einer Inszenierung von Peter Zadek übernommen hatte. 2003 war sie als Wendla in Wedekinds Frühlings Erwachen unter der Regie von Ulrich Matthes zu sehen. 2004 debütierte sie als Luise in einer Gisbert-Jäkel-Inszenierung von Kabale und Liebe am Hans Otto Theater in Potsdam.
Es folgte die Verpflichtung ans Wiener Burgtheater, wo sie im Mai 2006 als zweite junge Frau in Jon Fosses Schlaf debütierte, Regie führte Luc Bondy. 2006 übernahm sie die Helena in Shakespeares Sommernachtstraum, in der Regie des niederländischen Regisseurs Theu Boermans. Es folgte die König Lear-Inszenierung von Luc Bondy (2007) mit Gert Voss in der Titelrolle, in der Adina Vetter als Cordelia mitwirkte und die auch fürs Fernsehen aufgezeichnet wurde.
Es folgten weitere Arbeiten u. a. mit Nicolas Stemann, Jan Bosse, Matthias Hartmann, Michael Thalheimer, Thomas Vinterberg und weitere mit Luc Bondy. 2011 wirkte sie in der teils auf Improvisation beruhenden Inszenierung Die Kommune in der Rolle der Emma und unter der Regie von Thomas Vinterberg mit. Ihr Engagement am Burgtheater endete 2016.
Vetter war von 2013 bis 2020 mit dem deutsch-polnischen Schauspieler Lucas Gregorowicz verheiratet. Aus einer früheren Beziehung hat sie eine Tochter. Sie lebt nach mehreren Jahren in Wien wieder in Berlin.

## Weitere wichtige Rollen am Burgtheater
- 2008: Die Brüder Karamasow – Regie: Nicolas Stemann (Akademietheater), Katerina Iwanowna
- 2011: Krieg und Frieden – Regie: Matthias Hartmann (Kasino am Schwarzenbergplatz)
- 2011: Die Kommune – Regie: Thomas Vinterberg (Akademietheater), Emma
- 2012: Nach der Oper. Würgeengel – Regie: Martin Wuttke (Kasino am Schwarzenbergplatz)
- 2012: Troja – Regie: Matthias Hartmann (Kasino am Schwarzenbergplatz), Helena
- 2012: Elektra – Regie: Michael Thalheimer (Burgtheater), Chrysothemis
- 2013: Tartuffe – Regie: Luc Bondy (Akademietheater), Marianne
- 2014: Das Geisterhaus – Regie: Antú Romero Nunes (Akademietheater)
- 2014: Dantons Tod – Regie: Jan Bosse (Burgtheater), Julie

## Filmografie (Auswahl)
- 1999: Wege in die Nacht (Kino, Regie: Andreas Kleinert)
- 2000: Zornige Küsse (Kino, Regie: Judith Kennel)
- 2000: Schimanski: Tödliche Liebe (Fernsehreihe)
- 2000: Die Schule am See (Fernsehserie, Folge Alte Liebe)
- 2002: Nicht Fisch, nicht Fleisch (Kino, Regie: Matthias Keilich)
- 2007: Wilsberg: Miss-Wahl (Fernsehreihe)
- 2007: R.I.S. – Die Sprache der Toten (Fernsehserie, Folge Die nackte Wahrheit)
- 2007: GSG 9 – Ihr Einsatz ist ihr Leben (Fernsehserie, Folge Die Zelle)
- 2008: König Lear
- 2012: Braunschlag (Fernsehserie, 8 Folgen)
- 2012: SOKO Donau/SOKO Wien (Fernsehserie, Folge Borderline)
- 2012, 2017: Der Alte (Fernsehserie, verschiedene Rollen, 2 Folgen)
- 2013: Medcrimes – Nebenwirkung Mord
- 2013: Blutgletscher (Kino)
- 2015: Tatort: Deckname Kidon (Fernsehreihe)
- 2015–2016: Vorstadtweiber (Fernsehserie, 20 Folgen)
- 2016: Tatort: Echolot
- 2017: Chaos-Queens: Die Braut sagt leider nein (Fernsehreihe)
- 2018: Letzte Spur Berlin (Fernsehserie, Folge Kinderspiel)
- 2018: Marie Brand und der Duft des Todes (Fernsehreihe)
- 2018: Frühling (Fernsehreihe)
  - 2018: Mehr als Freunde
  - 2018: Am Ende des Sommers
- 2018: Die ALDI-Brüder
- 2018: Nord Nord Mord: Sievers und die Frau im Zug (Fernsehreihe)
- 2019–2021: Erzgebirgskrimi (Fernsehreihe)
  - 2019: Der Tote im Stollen
  - 2020: Tödlicher Akkord
  - 2021: Der Tote im Burggraben
  - 2021: Der letzte Bissen
- 2019–2021: Frau Jordan stellt gleich (Fernsehserie, 30 Folgen)
- 2019–2022: Die Kanzlei (Fernsehserie, 4 Folgen)
- 2020: Tatort: Gefangen
- 2020: Die Chefin (Fernsehserie, Folge Portofino)
- 2020: SOKO Köln (Fernsehserie, Folge Befangen)
- 2022: Das Begräbnis
- 2022: Wir sind dann wohl die Angehörigen
- 2023: Laim: Laim und die schlafenden Hunde (Fernsehreihe)
- 2024: Friesland – Sterneduell (Fernsehreihe)
- 2024: Die Toten vom Bodensee – Die Messias (Fernsehreihe)
- 2024: Der Kommissar und die Angst
- 2024: Pärchenabend (Fernsehfilm)
- 2024: Ein Zimmer für Papa (Fernsehfilm)
- 2025: Wiener Blut – Berggericht (Fernsehreihe)
- 2025: Tatort: Fiderallala

## Hörspiel
- Der arme Spielmann von Franz Grillparzer. Bearbeitung, Redaktion, Regie, Produktion: Christian Papke. Sprecher: Hans Dieter Knebel, Peter Matić, Peter Simonischek, Adina Vetter. Musik: Niki Geremus, Verlag: Lübbe Audio, 2008

## Auszeichnung
- 2013: Nominierung für den Nestroy-Theaterpreis – Beste Nebenrolle (Chrysothemis in Hofmannsthals Elektra)